# Eugène Govaerts
Eugène Govaerts fue un deportista belga que compitió en remo. Ganó dos medallas de oro en el Campeonato Europeo de Remo de 1897, en las pruebas dos con timonel y ocho con timonel.

## Palmarés internacional
| Campeonato Europeo | Campeonato Europeo | Campeonato Europeo | Campeonato Europeo |
| Año                | Lugar              | Medalla            | Prueba             |
| ------------------ | ------------------ | ------------------ | ------------------ |
| 1897               | Pallanza (Italia)  | Medalla de oro     | Dos con timonel    |
| 1897               | Pallanza (Italia)  | Medalla de oro     | Ocho con timonel   |